# Shimla-Abkommen
Das Shimla-Abkommen (auch Shimla-Pakt oder mit einer älteren Transkription Simla) ist ein am 2. Juli 1972 zwischen Indien und Pakistan geschlossener Vertrag zur Regelung der zwischenstaatlichen Beziehungen und stellt bis heute eine der wichtigsten Grundlagen für Verhandlungen zwischen den beiden Staaten dar.
Seit der Gründung der beiden Staaten hatte es mehrere Konflikte, Krisen und Kriege zwischen ihnen gegeben sowie den andauernden Streit über das Grenzland Kaschmir. Nach dem Bangladesch-Krieg 1971 begannen Indien und Pakistan Verhandlungen, um in Zukunft Auseinandersetzungen zu vermeiden und Grundlagen für politische Verhandlungen zu schaffen.
Beide Staaten verpflichteten sich in dem Dokument auf den Grundsatz, ihre Meinungsverschiedenheiten auf friedlichem Weg durch bilaterale Verhandlungen beizulegen. Darüber hinaus enthält es mehrere konkrete Regelungen. So wurde die Waffenstillstandslinie in Kaschmir vom 17. Dezember 1971 als „Line of Control“ festgeschrieben und ihr eine grenzähnliche Funktion gegeben. Das Abkommen war darüber hinaus eine Vorbedingung für die diplomatische Anerkennung von Bangladesch durch Pakistan. Im Verlauf der Verhandlungen erklärte Indien sich bereit, als Geste des guten Willens 93.000 pakistanische Kriegsgefangene freizulassen und die ihnen vorgeworfenen Kriegsverbrechen nicht weiter zu verfolgen.
Das Abkommen wurde nach Shimla, dem Ort seiner Unterzeichnung, benannt. Für Pakistan unterzeichnete Staatspräsident Zulfikar Ali Bhutto, für Indien Premierministerin Indira Gandhi.